# Рокамора, Томас де
Томас Хуан Хулиан Маркос де Рокамора-и-дель-Кастильо (исп. Tomás Juan Julián Marcos de Rocamora y del Castillo, 27 апреля 1740, Гранада — 16 марта 1819, Буэнос-Айрес) — испанский военный, основавший три города на территории современной Аргентины.

## Биография
Родился в 1740 году в Гранаде, провинция Никарагуа; его родителями были Хосеф де Рокамора Мендоса (родившийся в Ориуэле в Испании) и Хасинта Санчес дель Кастильо. Свою военную и административную карьеру начал в генерал-капитанстве Гватемала, где познакомился с семьёй Хуана Хосе Вертиса-и-Сальседо. Когда тот в 1770 году стал губернатором Буэнос-Айреса — Рокамора последовал за ним, став офицером форта Буэнос-Айрес, и оставался в этой должности когда Вертис стал вице-королём Рио-де-ла-Платы.
В 1779 году епископ Буэнос-Айреса Себастьян Мальвар-и-Пинто посетил территорию между реками Парана и Уругвай, и по возвращении проинформировал вице-короля Вертиса об опасной ситуации: мелкие землевладельцы разбросаны по территории, и не способны защитить себя в случае португальского вторжения. В 1782 году вице-король Вертис приказал драгунскому сержант-майору Томасу де Рокаморе сорганизовать разрозненных поселенцев в этом регионе в города, чтобы упрочить испанское присутствие.
Выполняя порученное задание, Рокамора тщательно изучил местность, и отправил вице-королю несколько докладов о потенциале региона. В одном из первых докладов он использовал выражение «Континент между реками» (исп. Continente de Entre Ríos), и впоследствии словосочетание «Между реками» стало названием для возникшей здесь провинции Энтре-Риос. Рокамора посоветовал вице-королю обратить пристальное внимание на эту слабозаселённую территорию, где по его оценкам насчитывалось около 1200 семей — особенно на берега реки Уругвай.
После тщательного планирования будущих шагов и концентрации этих семей в наиболее удобных местах, в 1783 году он основал поселения Сан-Антонио-де-Гуалегуай-Гранде, Нуэстра-Сеньора-де-ла-Инмакулада-Консепсьон-дель-Уругвай (рядом с Арройо-де-ла-Чина) и Сан-Хосе-де-Гуалегуайчу. Испанский король даровал этим поселением категорию «вилья» («города»).
Через год Вертиса в должности вице-короля сменил Николас дель Кампо, и Рокамора не получил средств, на которые он рассчитывал основать дополнительные города, а затем перед ним были поставлены другие задачи, и он занимал различные административные должности в провинциях Буэнос-Айрес и Корриентес.
Когда вице-королём Рио-де-ла-Платы стал Сантьяго де Линьерс, то в 1807 году он назначил Рокамору лейтенант-губернатором Гуаранийских миссий, подчинённым губернатору провинции Парагвай Бернардо де Веласко. Когда в 1810 году в Буэнос-Айресе произошла Майская революция, то Рокамора признал власть Первой хунты; так как Бернардо де Веласко остался верен королю, то революционное правительство признало Рокамору губернатором Мисьонес. Рокамора присоединился к войскам Мануэля Бельграно во время его экспедиции в Парагвай и принял участие в сражении при Такуари. После того, как Бельграно покинул Парагвай, Рокамора некоторое время продолжал поддерживать автономию Мисьонес, но в итоге уехал в Буэнос-Айрес, где в 1819 году скончался от болезни.